# Drosophila hoozani
Drosophila hoozani este o specie de muște din genul Drosophila, familia Drosophilidae, descrisă de Oswald Duda în anul 1923.
Este endemică în Taiwan. Conform Catalogue of Life specia Drosophila hoozani nu are subspecii cunoscute.